# Sabina Aumo
Sabina Aumo, född 2003 är en finländsk orienterare som tävlat som junior i Kungälvs OK och som sedan 2023 representerar Göteborg-Majorna OK
Aumo är född i Finland, men flyttade 2015 till Stengungsund. Hon vann 2021 som junior SM guld i såväl långdistans  som ultralång distans. 2022 vann hon SM i nattorientering och tog SM-silver i medeldistans och en delad bronsplats i långdistans.
Med dubbelt medborgarskap tävlade Aumo som finländsk deltagare i junior-VM 2022 där hon placerade sig på sjätte plats på långdistans.
Efter flytt till Göteborg-Majorna OK 2023 blev Aumo år 2025  svensk seniormästare i nattorientering.